# 扶桑町立扶桑北中学校
扶桑町立扶桑北中学校（ふそうちょうりつふそうきたちゅうがっこう）は、愛知県丹羽郡扶桑町にある中学校。学校の周囲は扶桑町の文教地区であり、扶桑文化会館（1995年7月開館）、扶桑町図書館、扶桑町中央公民館が配置されている。

## 歴史
丹羽郡扶桑町の中学校は扶桑町立扶桑中学校のみだったが、1982年（昭和57年）4月に分離独立して扶桑町立扶桑北中学校が開校した。扶桑町立高雄小学校、扶桑町立山名小学校、扶桑町立扶桑東小学校の一部、扶桑町立柏森小学校の一部を学区とし、開校時の生徒数は741人だった。

### 年表
- 1982年（昭和57年）4月1日 - 扶桑町立扶桑中学校から分離独立して開校。学区は、高雄小学校区（全地区）、山名小学校区（全地区）、扶桑東小学校区（福塚地区）、柏森小学校区（高木西地区）。
- 1982年（昭和57年）
  - 7月 - プール竣工。
  - 12月 - 体育館竣工。
- 2001年（平成13年）11月16日 - 開校20周年記念式典を挙行。
- 2005年（平成17年）4月1日 - 2学期制に移行。
- 2011年（平成23年）11月25日 - 開校30周年記念式典を挙行。
- 2024年（令和6年）7月 - 水泳部が廃部[1]。

### 生徒数の変遷
『愛知県小中学校誌』（2018年）によると、生徒数の変遷は以下の通りである。
| 1982年（昭和57年） | 741人 |  |
| 1987年（昭和62年） | 809人 |  |
| 1997年（平成9年）  | 462人 |  |
| 2007年（平成19年） | 415人 |  |
| 2017年（平成29年） | 393人 |  |

## その他

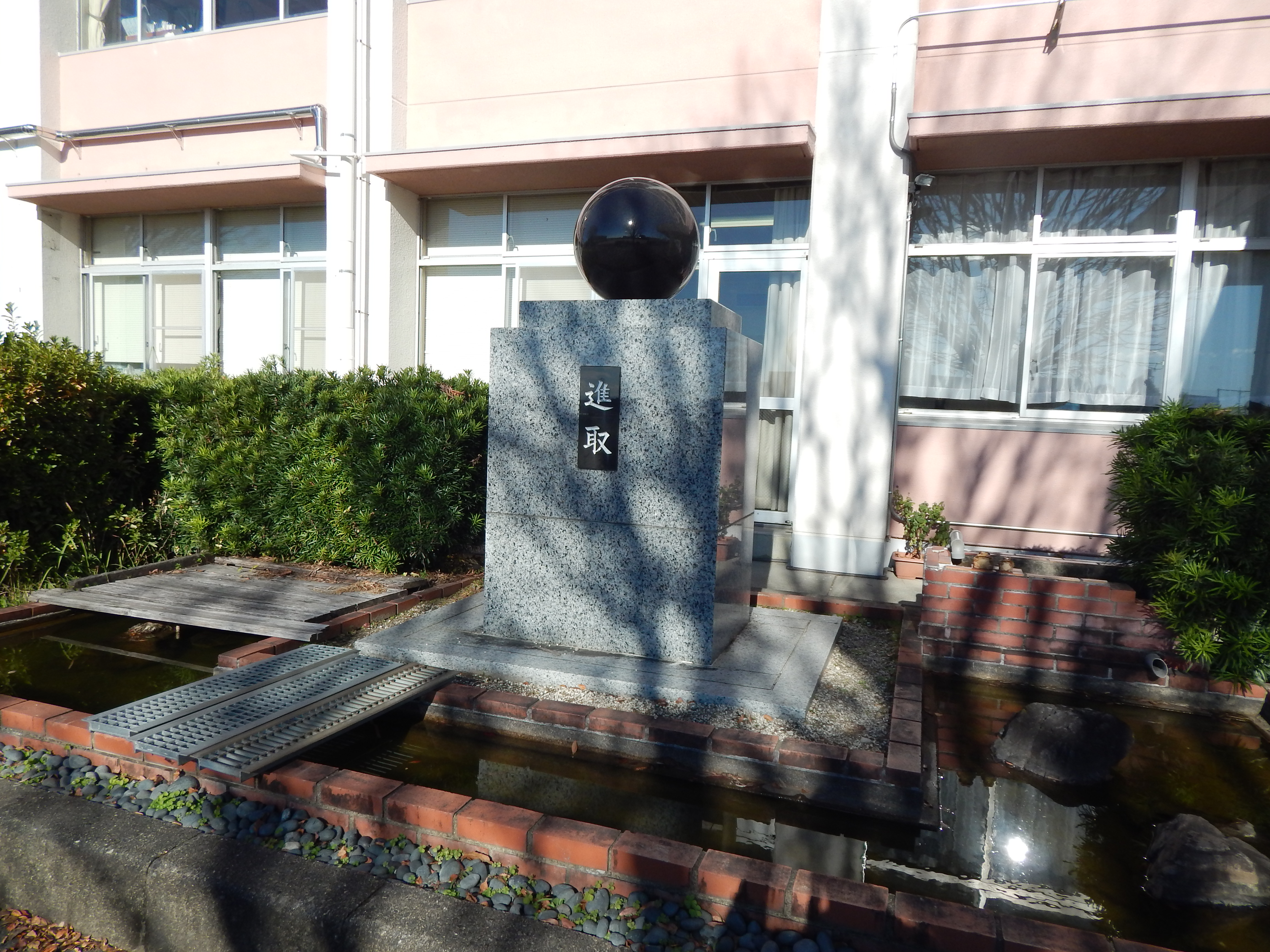
進取のオブジェ

職員室前に校訓の「進取」が刻まれたオブジェがある。特徴的な外見からGANTZ玉とも呼ばれるこのオブジェの中には、物を入れる事ができるようになっている。扶桑北中学校では入学後、2年後の自分に宛て、自分からと両親から、それぞれ2つの手紙を書く。それを2年間このオブジェの中に保管しておき、卒業式の際に取り出す。またこの際、今度は5年後の自分、つまり成人した自分に向けて手紙を書いてオブジェの中に入れる。扶桑町では成人式が扶桑北中からすぐの扶桑文化会館で行われ、新成人は式典後北中に集まり、再びオブジェを開ける。オブジェはこのように、タイムカプセルとして機能している。

## 出身者
- Cahogold（ダンサー）[3]